# Дубиновка
Дуби́новка (рос. Дубиновка) — селище у складі Кувандицького міського округу Оренбурзької області, Росія.

## Населення
Населення — 449 осіб (2010; 549 у 2002).
Національний склад (станом на 2002 рік):
- росіяни — 73 %